# Биккужа
Биккужа (баш. Биккужа) — деревня в Зианчуринском районе Республики Башкортостан Российской Федерации. Входит в состав Тазларовского сельсовета.

## География

### Географическое положение
Расстояние до:
- районного центра (Исянгулово): 20 км,
- центра сельсовета (Тазларово): 10 км,
- ближайшей ж/д станции (Саракташ): 74 км.

## Население
| 1939 | 1959 | 1970 | 1979 | 1989 | 2002 | 2009 |
| ---- | ---- | ---- | ---- | ---- | ---- | ---- |
| 91   | ↗136 | ↗185 | ↘108 | ↗115 | ↘107 | ↘104 |
| 2010 |      |      |      |      |      |      |
| ↘85  |      |      |      |      |      |      |

Национальный состав
Согласно переписи 2002 года, преобладающая национальность — башкиры (95 %).